# بخش هریسون (شهرستان شامپاین، اوهایو)
بخش هریسون (به انگلیسی: Harrison Township) یک منطقهٔ مسکونی در ایالات متحده آمریکا است که در شهرستان شمپین، اوهایو واقع شده‌است.
 بخش هریسون ۶۳٫۱ کیلومتر مربع مساحت و ۹۳۲ نفر جمعیت دارد و ۳۳۱ متر بالاتر از سطح دریا واقع شده‌است.